# Rimozione forzata

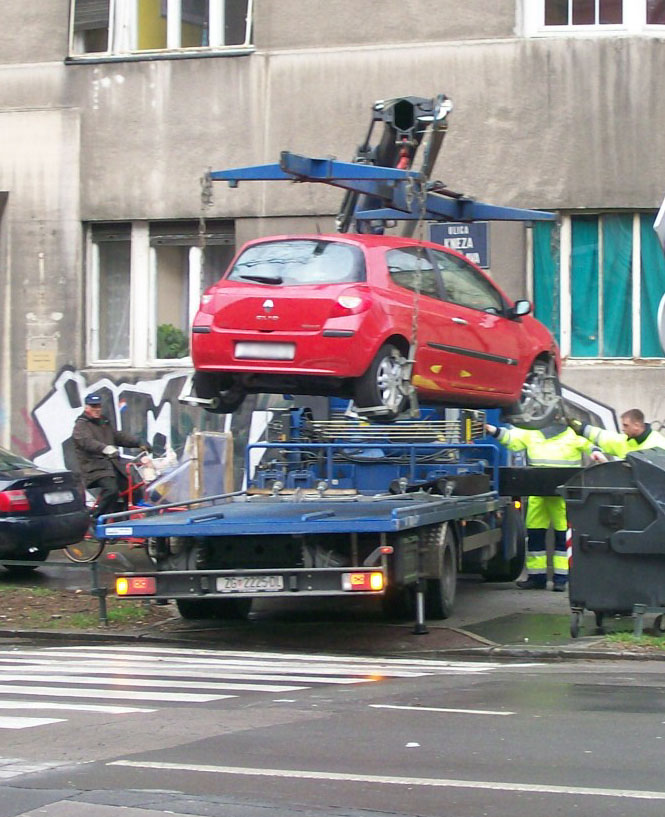
La rimozione forzata di un veicolo eseguita da carroattrezzi con bilancino per sollevamento

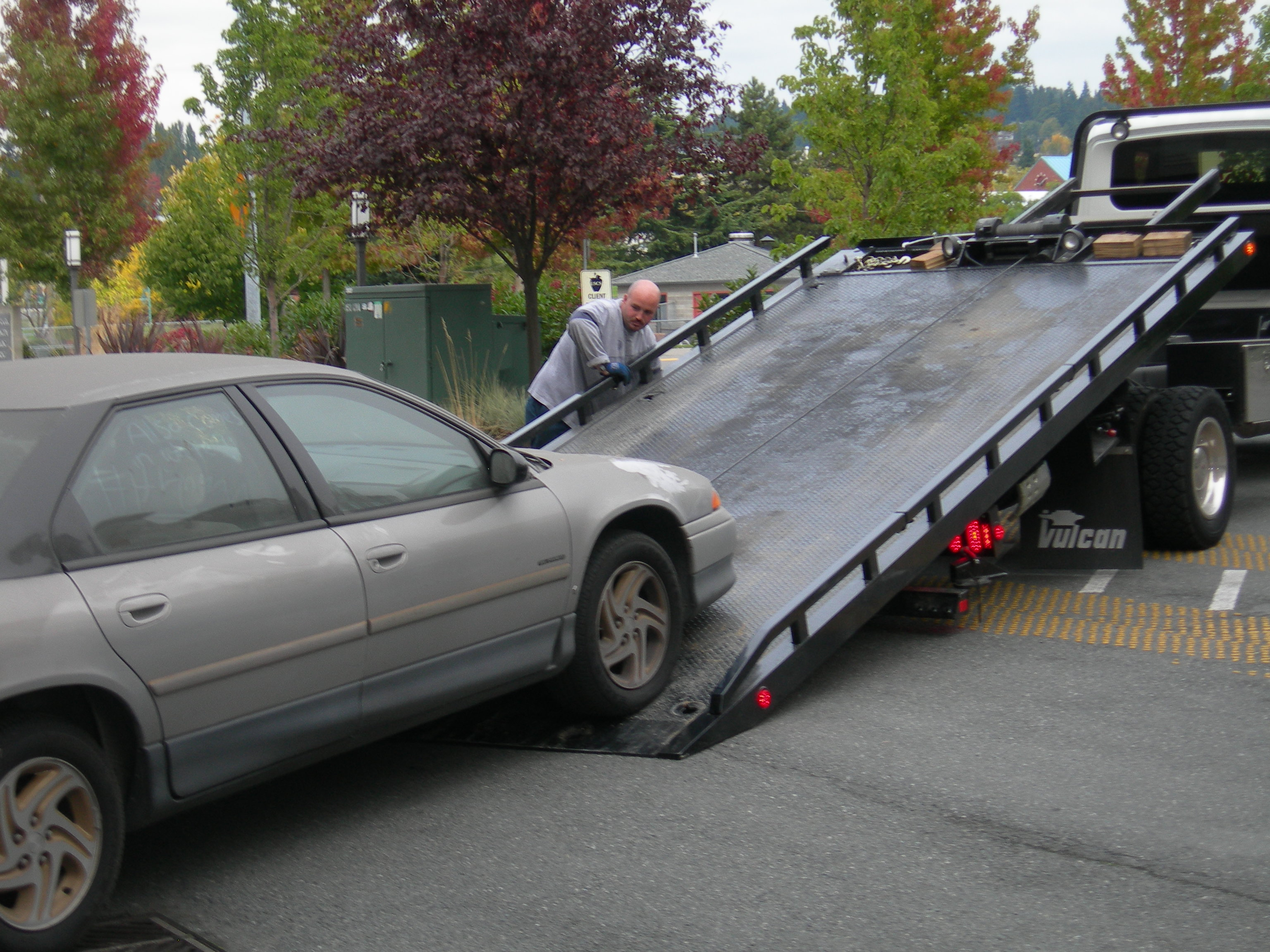
La rimozione forzata di un veicolo con carro attrezzi a pianale

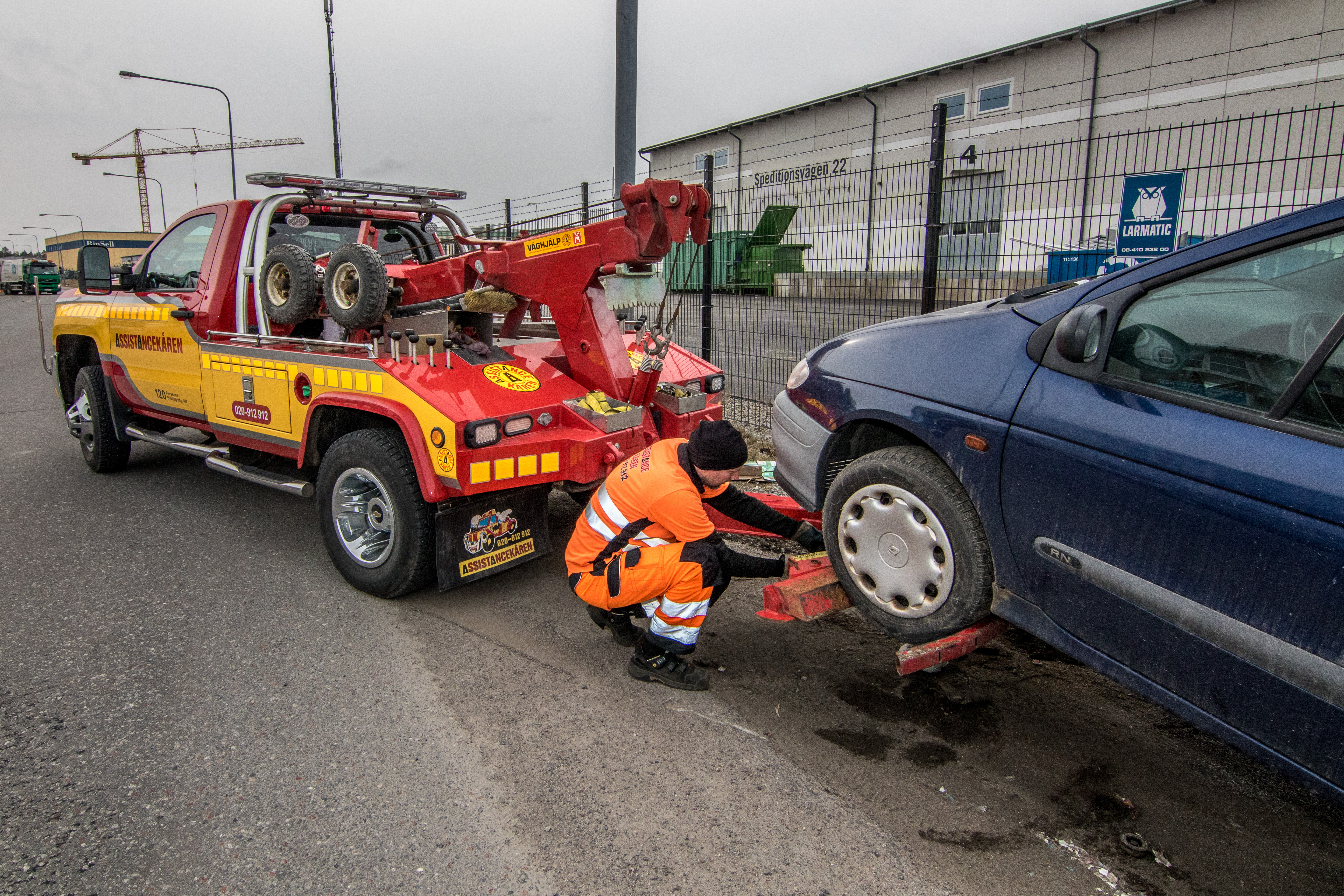
La rimozione forzata di un veicolo con carro-gru

La rimozione forzata di un veicolo, nota anche come rimozione coatta o più semplicemente come rimozione, è una sanzione accessoria che si aggiunge alla sanzione amministrativa in caso di specifiche violazioni del codice della strada.
In Italia, la rimozione forzata è disciplinata dall'articolo 159 del codice della strada e prevede che il veicolo lasciato in sosta irregolare sia prelevato dal carro attrezzi e trasportato fino alla depositeria comunale, dove verrà rilasciato al proprietario dietro pagamento delle spese di intervento, rimozione e custodia (ricavate dalle tabelle preparate ed annualmente aggiornate dall'ente proprietario della strada).
Spesso il servizio di rimozione dei veicoli viene svolto da imprese che hanno ottenuto la concessione dall'ente proprietario della strada e che intervengono dietro chiamata degli organi di polizia competenti.
La rimozione coatta di un veicolo viene sempre disposta dagli organi di polizia che possono intervenire dietro chiamata di eventuali interessati (titolari di passi carrabili, invalidi con stalli riservati ad personam, pedoni, ecc.) sia nel caso in cui l'infrazione venga rilevata durante il normale pattugliamento.
Qualora l'agente abbia ritenuto necessario procedere alla rimozione provvede a redigere il verbale di contestazione per la violazione del codice della strada e contestualmente a richiedere l'invio sul posto di un carro attrezzi.

## Tipi di rimozione
Esistono diverse tipologie di carro attrezzi e ciascuna di esse consente di portare a termine rimozioni forzate differenti; se, ad esempio, è necessario rimuovere un'automobile ferma in una fila di parcheggi, è poco efficace l'impiego di un carro attrezzi con pianale e si tende a preferire un carro attrezzi con gru o bilancino per sollevamento.
Nel caso in cui il conducente del mezzo sopraggiunga durante le operazioni di rimozione del veicolo, è ammessa l'immediata restituzione del veicolo stesso, dietro pagamento, tuttavia, delle spese di intervento e rimozione all'incaricato del concessionario del servizio di rimozione che ne rilascia la ricevuta.

## Italia

### Casi di applicazione
Gli agenti incaricati allo svolgimento del servizio di polizia stradale possono disporre la rimozione di un veicolo nelle circostanze che seguono:
- allo sbocco di un passo carrabile o comunque in posizione tale da impedirne la fruizione;
- negli stalli riservati alle persone invalide autorizzate oppure al di sopra delle zebrature dei parcheggi per invalidi;
- sulle strisce pedonali;
- qualora il veicolo impedisca lo svolgimento delle operazioni di pulizia della strada oppure di manutenzione;
- veicolo lasciato in sosta sul margine sinistro della strada (a senso unico) senza lasciare almeno 3 metri di spazio.
- veicolo lasciato parcheggiato in divieto di sosta, qualora il segnale sia integrato dall'apposito pannello "rimozione coatta";
- veicolo lasciato parcheggiato in divieto di fermata, segnalato dall'apposito cartello;
- veicolo lasciato in divieto di sosta in violazione a tutti i casi previsti dall'art. 158 commi 1 e 2 del codice della strada;
- veicolo lasciato in sosta in area vietata che costituisca pericolo o grave intralcio alla circolazione veicolare;
- veicolo lasciato parcheggiato in modo da costituire intralcio al traffico pedonale.

In situazioni particolari, la rimozione dei veicoli può avvenire anche per i veicoli in evidente stato di abbandono oppure quando un veicolo circoli sprovvisto dell'assicurazione di responsabilità civile (in tale ultimo caso, più che di rimozione coatta sarebbe corretto parlare di sequestro del mezzo, sebbene l'operazione sia eseguita con le stesse modalità tecniche).

### Deroghe
I veicoli al servizio di persone invalide non possono essere prelevati e trasportati fino al deposito ("rimossi") né bloccati, tuttavia è ammesso il loro spostamento presso la più vicina area idonea (come uno stallo di sosta riservato), assicurandosi che non vi siano barriere architettoniche lungo il percorso.
Allo stesso modo sono vietati la rimozione ed il blocco dei veicoli:
- impiegati da organi di polizia;
- impiegati per il servizio di soccorso sanitario (ambulanze) e antincendio;
- dei medici, a condizione che si trovino in attività di servizio in situazione di emergenza

### Blocco dei veicoli
In alternativa alla rimozione, può essere disposto il blocco del veicolo in sosta irregolare con attrezzo a chiave.
L'attrezzo, comunemente noto come ganascia, deve essere fissato sul bordo del cerchione o dello pneumatico in maniera tale che sia impossibile sfilarlo, neanche con lo pneumatico sgonfio.
Il sistema deve impedire lo spostamento del veicolo in avanti o indietro ma deve comunque non danneggiare né il veicolo, né lo pneumatico.

## Rimozione forzata in altri Paesi

### San Marino
Nella Repubblica di San Marino, la rimozione forzata dei veicoli è disciplinata dall'articolo 65 del Decreto Delegato n. 81/2008 ed è prevista nei casi in cui il veicolo sia parcheggiato nelle aree dove l'articolo 47 ne vieta la sosta.
Analogamente a come avviene in Italia, i veicoli possono essere rimossi coattivamente dal carro attrezzi, oppure bloccati sul posto per mezzo di appositi attrezzi. I mezzi bloccati o rimossi possono essere successivamente restituiti o sbloccati solo previo pagamento delle spese sostenute per il servizio.